# Xocoyolapan
Xocoyolapan är en ort i Mexiko.   Den ligger i kommunen Xochitlán de Vicente Suárez och delstaten Puebla, i den sydöstra delen av landet, 170 km öster om huvudstaden Mexico City. Xocoyolapan ligger 1 588 meter över havet och antalet invånare är 248.
Terrängen runt Xocoyolapan är huvudsakligen kuperad, men västerut är den bergig. Runt Xocoyolapan är det ganska tätbefolkat, med 129 invånare per kvadratkilometer. Närmaste större samhälle är Olintla, 20,0 km norr om Xocoyolapan. Omgivningarna runt Xocoyolapan är en mosaik av jordbruksmark och naturlig växtlighet.